# Martin L. Smyser

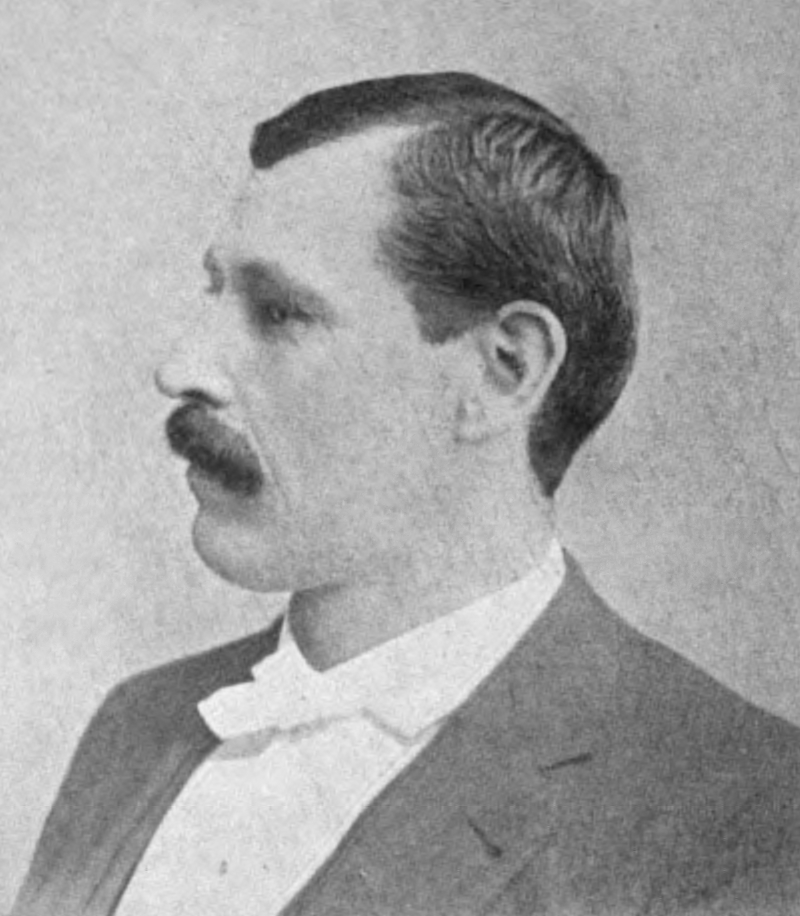
Martin L. Smyser

Martin Luther Smyser (* 3. April 1851 in Plain Township, Wayne County, Ohio; † 6. Mai 1908 in Wooster, Ohio) war ein US-amerikanischer Politiker der Republikanischen Partei. Vom 4. März 1889 bis 3. März 1891 und vom 4. März 1905 bis 3. März 1907 war er Mitglied des Repräsentantenhauses der Vereinigten Staaten für den 17. und 20. Kongressdistrikt des Bundesstaates Ohio.

## Biografie
Smyser wurde auf einer Farm in Plain Township geboren. Er besuchte dort die öffentlichen Schulen. Anschließend studierte er Jura. 1872 wurde er als Rechtsanwalt zugelassen. Gemeinsam mit Addison S. McClure eröffnete er 1873 eine Rechtsanwaltskanzlei in Wooster. Ab 1872 war Smyser für eine Periode lang Staatsanwalt des Wayne County. Als Delegierter nahm er an den Republican National Conventions 1884 und 1888 in Chicago teil. 
Bei den Kongresswahlen 1888 kandidierte Smyser erfolgreich für seine Partei im 20. Wahlbezirk von Ohio. Diesen Wahlbezirk vertrat er 1 Legislaturperiode lang im Repräsentantenhaus. 1890 wurde er nicht mehr gewählt. Er war wieder als Rechtsanwalt in Wooster tätig. 1898 wurde er von Gouverneur Asa S. Bushnell zum Richter am Ohio District Courts of Appeals berufen. 1904 kandidierte Smyser nochmals erfolgreich für einen Sitz im Repräsentantenhaus, diesmal im 17. Wahlbezirk. Auch diesen Wahlbezirk vertrat er nur 1 Legislaturperiode lang. Bis zu seinem Tod 1908 war er wieder als Rechtsanwalt in Wooster tätig. Er wurde auf dem Wooster Cemetery in seiner Heimatstadt beigesetzt. 